# فرانتيسيك شوبرت
فرانتيسيك شوبرت (بالتشيكية: František Schubert)‏ هو لاعب شطرنج تشيكي، ولد في 27 أبريل 1894 في ملادا بوليسلاف في التشيك، وتوفي في 1940.

## وصلات خارجية
- فرانتيسيك شوبرت على موقع مباريات الشطرنج (الإنجليزية)
- فرانتيسيك شوبرت على موقع 365Chess.com (الإنجليزية)